# Zlatan Muslimović
Zlatan Muslimović (født 6. marts 1981 i Banja Luka) er en fodboldspiller fra Bosnien-Hercegovina. Han har statsborgerskab i både Sverige og Bosnien-Hercegovina. Som 12-årig flygtede han i 1993 til Sverige sammen med sine forældre på grund af krigen i Bosnien-Hercegovina. Siden 2001 har han repræsenteret fædrelandet for forskellige landshold. 

## Ungdom
Som teenager spillede han i de mindre svenske klubber Habo IF og Husqvarna FF i Jönköping kommune. I 1998 skiftede han til storklubben IFK Göteborgs ungdomshold. Lige efter starten på seniorkarrieren skiftede han til den italienske klub Udinese.

## Klubkarriere

### Italien
Muslimović fik aldrig stor succes i Udinese. Over 2 perioder fra 2000 til 2007 var han på kontrakt med Udinese, men var udlejet til 6 andre klubber i Italien og ejet af Rimini i 2004/05 sæsonen. Han opnåede kun 2 kampe for førsteholdet i Udinese. I sommeren 2007 skiftede han til Atalanta på en ét årig kontrakt.

### Grækenland
22. juli 2008 underskrev Muslimović en 3-årig kontrakt med den græske klub PAOK F.C. og debuterede den 30. august.

## Landshold
I 2001 spillede Zlatan sin første landskamp for et ungdomslandshold og 2. september 2006 debuterede han for Bosnien-Hercegovinas A-landshold i en EM-kvalifikationskamp på udebane mod Malta, hvor han scorede ét mål i 5-2 sejren.